# Umer Achmołła Atamanow

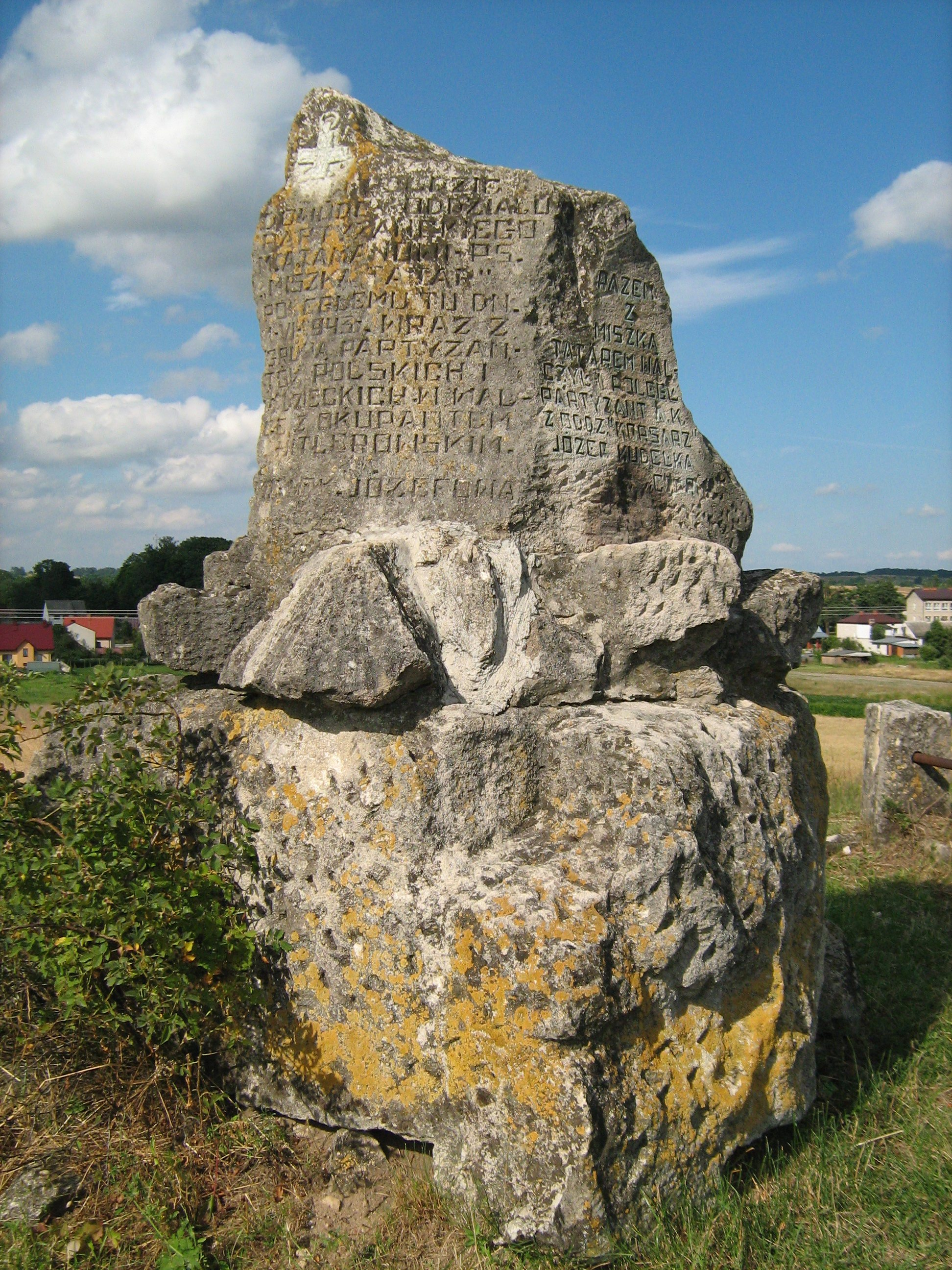
Pomnik na miejscu śmierci Atamanowa

Umer Achmołła Adamow (wg innych źródeł Michaił Atamanow, Ufa Mogomoły Adamow, Umer Achmołła Atamanow) ps. „Miszka Tatar” (ur. 1912 lub 1916, zm. 1 czerwca 1943 w Józefowie) – zamojski partyzant, były oficer Armii Czerwonej, poległ w potyczce pod Józefowem.

## Życiorys
Kazański Tatar, z zawodu nauczyciel wychowania fizycznego. Po ataku Niemiec na Związek Radziecki wcielony do Armii Czerwonej. Walczył w stopniu młodszego lejtnanta w 97 pułku piechoty z 18 Dywizja Piechoty na Białorusi. W 1941 roku został ranny w bitwie pod Orszą i wzięty do niewoli. Trafił do obozu jenieckiego w Częstochowie. Uciekł z niego w 1942 roku i przedostał się na Roztocze, w okolice Józefowa. Tam stworzył ze zbiegłych jeńców oddział partyzancki, który stał się częścią Grupy Operacyjnej im. Tadeusza Kościuszki. Oddział „Miszki Tatara” przeprowadził wiele zakończonych sukcesem akcji dywersyjnych i bojowych. M.in. 1 kwietnia 1943 w rejonie Maziarzy pow. tomaszowski stoczył dwugodzinną walkę z hitlerowską obławą. 5 kwietnia 1943 ostrzelał i uszkodził niemiecki samolot rozpoznawczy. 24 kwietnia oddział im. Kotowskiego wraz z innymi oddziałami śmiałym uderzeniem przerwał pierścień okrążenia i wyszedł na tyły przeciwnika, zadając mu duże straty. 25 kwietnia rozbił we wsi Głuchy (powiat biłgorajski) oddział hitlerowski znęcający się nad ludnością cywilną. 1 maja zlikwidował ochronę tartaku w Tereszpolu, zdobywając sporo amunicji, a sam tartak paląc. 16 maja rozgromił niemiecką obronę tartaków w Długim Kącie i Krasnobrodzie. Trzy dni później zaminował tor kolejowy w rejonie stacji kolejowej Zwierzyniec na linii Rejowiec-Rawa Ruska, wykolejając niemiecki transport wojskowy. Atamanow zginął w czasie obrony wsi Józefów przed niemiecką pacyfikacją. 25 grudnia 1943 został pośmiertnie odznaczony Orderem Krzyża Grunwaldu III klasy.
Z oddziałem Miszki Tatara w obronie Zamojszczyzny współpracowały wielokrotnie inne oddziały partyzanckie, m.in. oddział Armii Krajowej dowodzony przez Hieronima Miąca i oddziałami Batalionów Chłopskich. Oficerowie AK cenili go i szanowali, uważając za świetnego strzelca i jeźdźca i nieustraszonego partyzanta. W oddziale Miszki Tatara, wspomaganym materialnie przez leśników polskich, schronienie znajdowali nie tylko Polacy zagrożeni ze strony reżimu III Rzeszy, ale też i Żydzi.

## Awanse
- podporucznik (w Armii Czerwonej)
- kapitan (pośmiertnie w Gwardii Ludowej)

## Odznaczenia
- Order Krzyża Grunwaldu III klasy – 25 grudnia 1943 (pośmiertnie)

## Upamiętnienie
Mieszkańcy Józefowa postawili w miejscu jego śmierci pomnik upamiętniający jego odwagę. 
W 2018 roku na wniosek IPN wojewoda lubelski, przy sprzeciwie radnych, burmistrza i społeczeństwa Józefowa, nakazał zmianę nazwy ulicy Miszki Tatara i usunięcie pomnika, który upamiętniał śmierć Miszki Tatara i partyzanta AK Józefa Kudełki ps. „Czarny”.  Jednak mieszkańcy postawili w tym miejscu brzozowy krzyż z nazwiskami poległych partyzantów.